# Радошинка (річка)
Радошинка (словац. Radošinka) — річка в Словаччині, права притока Нітри, протікає в округах Топольчани та Нітра.
Довжина — 31.9 км; площа водозбору 384 км².
Бере початок в масиві Повазький Іновець на висоті 370 метрів при селі Радошина. Серед приток — Главінка і Перковський потік.
Впадає у Нітру при селі Луж'янки на висоті 141.6 метра.